# 岡田勇一郎
岡田 勇一郎（おかだ ゆういちろう、1978年8月11日 - ）は、日本の政治家であり実業家。東京都台東区出身。
自由民主党所属の台東区議会議員（2期）。台東区議会副議長（第65代）。
台東区議会では環境安全安心特別委員長、区民文教委員会、自由民主党台東総支部青年部長、議会ICT活用検討会会長を務める。また地方議員で組織する、子どもの事故予防地方議員連盟　地域対策委員会委員長も務める。
実業家としては大学時代に起業した介護事業や民間学童保育事業、整骨院事業などを行う株式会社オーテクノコーポレーション代表取締役・創業者。昭和10年創業の工業塗装業、株式会社岡田塗装所取締役社長を務める。

## 来歴
東京都台東区生まれ。台東区立坂本保育園、台東区立清島幼稚園、台東区立上野小学校、台東区立忍岡中学校、中央大学高等学校を経て中央大学法学部を卒業。
大学在学中の2001年8月に整骨院向けのレセプトコンピュータの開発やWeb制作を手掛ける株式会社オーテクノコーポレーションを起業し、代表取締役に就任した。現在は後述の経緯から整骨院経営・介護施設経営・学童保育経営などを行う。
2002年2月に整骨院向けレセプトコンピュータのクライアントであった柔道整復師養成学校、学校法人日本医科学総合学院の評議員に抜擢され就任し、柔道整復業界について深く学び、学校卒業生向けに研修施設として整骨院を開業。レセプト計算センターなどの開設なども手掛け、その功績から2005年6月には同学校法人の理事に就任した。
時を同じくして、祖父、岡田勇が起業し、父岡田勇司が代表取締役を務める金属塗装・焼付塗装・シルク印刷・精密板金・機械彫刻などを行う株式会社岡田塗装所に入社。金属塗装業務に従事し、宇宙防衛関連の塗装や医療機器関連の塗装を学ぶ。2010年に父が63歳で他界し、同社の取締役社長として3代目の役割を担う。
介護福祉の重要性と高齢化社会への対応が叫ばれる中、柔道整復師が機能訓練指導員として従事できることとなり、柔道整復師の新たな就業先として、また社会のインフラ整備の為、2012年に通所介護施設を開設し、台東区内の要介護者への機能回復を主目的としたサービスを提供し始める。
柔道整復師の介護業界という新たな業務への転換を図るなどの功績から、2014年11月にプロレスラーの藤原喜明氏が理事長を務める学校法人日本医科学総合学院の副理事長に就任し、柔道整復業界の発展と法人内の運営改革に取り組む。2018年3月に藤原喜明理事長の勇退と共に勇退。
地域においては青年会議所運動に参画し、2018年に公益社団法人東京青年会議所台東区委員会の第44代委員長に就任し、地域課題の抽出から台東区における観光来街者の滞在時間の少なさから街に与える経済効果の気弱性に気付き、下町から世界へと名を打った回遊型観光イベントを企画実施、上野のパンダ広場をメインイベント会場として、台東区内を回遊できるコースを設定し、台東区内の観光客の滞在時間の増加につながるよう努めた。また、子どもたちの体力低下がデータとして示された中で、教育分野としてわんぱく相撲台東区大会や桜橋わんぱくトライアスロンなどの実行委員会を組織し、運営責任者を務め、台東区や墨田区の小学生たちが心身ともに健康で成長できるよう努めた。この青年会議所運動の中で、同じく青年会議所に所属していた東京2区選出の衆議院議員　辻清人氏と出会い、互いに情報交換をし始めた。
衆議院議員辻清人氏と情報交換をする中で、地域課題の解決のためには政治家という道があることを知り、翌年台東区議会議員選挙があるということから、出馬してみないかと打診を受け、一念発起し2018年12月に初めての決起集会を生まれ育った地域で開催。40名ほどの地域の先輩方や仲間たちが集まった。
2019年3月台東区議会議員選挙に40歳で初出馬し、定数32名の中で41名が出馬という激戦の中で32位、次点と4勝差という僅差で初当選を果たした。
台東区議会議員1期目は、任期4年の前半2年間は企画総務委員、交通対策地区整備特別委員、文化観光特別委員などを務め、後半2年間は産業建設委員会副委員長、子育て若者支援特別委員、台東区議会自由民主党政調会長や自由民主党台東総支部青年部長を務め、区内の様々な事業に対して成果を検証し、地域課題を抽出し新たな提案をした。中でも、災害時にドローンを活用した区内の安全確認や要救助者の捜索などがスムーズに行えるよう防災協定を締結する提案や帯状疱疹ワクチンの助成事業の提案、ヤングケアラーの支援の提案など多くのことを一般質問などを通じて提案し、実現してきた。同時に自らが幼児と児童を育てる父親であることから、子どもの事故予防地方議員連盟に所属し、地域対策委員会委員長として地域社会で起こりえる子どもの事故を未然に防げるよう学び意見交換をしている。
さまざまな社会課題を解決するため、2023年4月に2期目の挑戦をし、当選。前半2年間の役務として、環境安全安心特別委員会委員長、区民文教委員、文化観光特別委員を務め、特に委員長として清掃やリサイクル、環境、生活の安全安心に寄与するための課題を中心的に取り組んでいる。

## 人物
- 小学校1年生のころより、ボーイスカウト運動を行い、1996年富士スカウト章を受章。現在もボーイスカウト東京連盟台東第2団[6]に所属し、ボーイスカウト部門、ベンチャースカウト部門、ローバースカウト部門などの隊長を歴任し青少年の健全育成と自然やチームなどから学ぶ、非認知能力の向上の為、指導者として運動を行っている。
- 中央大学高等学校では高校2年生の際に生徒会長選挙に立候補、第41代生徒会長に就任。校則の改定や都内高校との生徒会ネットワーク構築などを行う。
- 2005年に台東区北上野2丁目町会青年部長[7]に就任。20代での就任は初めてということもあり、新しい試みを多く手掛けた。現在は文化部副部長として子どもの地域活動に従事。
- 2007年に東京消防庁上野消防団に入団。消防総監賞などを受賞。現在は第4分団班長として、街の防災リーダーになるべく務める。
- 2012年には工業塗装業界発展の為、東京工業塗装協同組合の理事に就任[8]。VOC対策などを行う。現在は常任理事・青年部会長。
- 2014年に日本工業塗装協同組合連合会の理事に就任[9]。現在は常任理事。
- 2016年に中央大学高等学校卒業生組織白灯会の幹事長に就任。卒業生へのサービス向上に努める。
- 2018年に公益社団法人東京青年会議所台東区員会第44代委員長[10]を務め、地域の社会課題を仕組み化によって解決できるよう邁進。教育分野としてわんぱく相撲台東区大会や桜橋わんぱくトライアスロンなどの実行委員会を組織。観光分野として「下町から世界へ」[11]と題し、上野のパンダ広場をメインイベント会場として、台東区内を回遊できるコースを設定し、台東区内の観光客の滞在時間の増加につながるよう努めた。